# José Lemos Rodríguez
José Lemos Rodríguez   (Salvaterra de Miño, 1 de febrer de 1962 - Vigo, 21 de setembre de 2023) fou un futbolista gallec, que ocupava la posició de defensa.

## Trajectòria
Començà a destacar a les files del Celta de Vigo, amb qui debutà a primera divisió a la campanya 82/83. Durant els següents anys es consolidaria a l'equip gallec, amb el qual jugaria entre la màxima categoria i la Segona Divisió.
L'estiu de 1986, després d'un nou descens del Celta a la categoria d'argent, el defensa fitxà pel Reial Valladolid. Eixa campanya jugà 16 partits, però a partir de la següent es feu amb la titularitat en l'equip val·lisoletà, condició que mantingué fins a 1992, quan el Valladolid baixà a Segona i el gallec deixa l'equip. Posteriorment, milità al Porriño Industrial. En total, va sumar 214 partits i 3 gols a la primera divisió.